# Iudita de Welf
Iudita (n. 1103 – d. 22 februarie 1131) aparținând dinastiei Welfilor, a fost ducesă de Suabia între 1103 și 1131 prin căstoria cu Frederic al II-lea al Suabiei. Iudita a fost fiica cea mare a ducelui Henric al IX-lea de Bavaria cu soția sa, Wulfhild de Saxonia, fiica ducelui Magnus de Saxonia și a Sofiei de Ungaria.

## Familia
Iudita a avut trei frați: Henric „cel Mândru”, Conrad și Welf și trei surori: Sofia, Wulfhilda și Matilda. Historia Welforum le numește în următoarea ordine: Iuditham, Mahtildem, Sophium, et Wulfildem ca fiind cele patru fiice ale lui Henricus dux ex Wulfilde.

## Căsătorie și urmași
La o dată rămasă necunoscută între 1119 și 1121, Iudita s-a căsătorit cu Frederic al II-lea de Suabia. Această alianță matrimonială urma să unească dinastic casele de Welf și de Hohenstaufen, la acel moment cele mai puternice și mai influente familii din Sfântul Imperiu Roman de Națiune Germană. Cronica Historia Welforum precizează că Iudita s-a căsătorit cu Friderico Suevorum duci, însă omite să menționeze data evenimentului.
Cei doi au avut doi copii:
- Frederic „Barbarossa”, viitorul împărat al Sfântului Imperiu Roman, căsătorit la 9 iunie 1156 cu Beatrice de Burgundia, și
- Berta sau Iudita de Suabia (n. 1123 – d. 18 octombrie 1194 / 25 martie 1195), căsătorită în 1138 cu ducele Matia I de Lorena.

În 1125 la moartea împăratului Henric al V-lea, tatăl Iuditei l-a susținut inițial pe soțul ei la alegerea regelui romano-german, însă până la urmă l-a susținut pe Lothar al III-lea de Saxonia. Nereușita lui Henric al IX-lea de Bavaria a creat o dușmănie între casele de Welf și Hohenstaufen care a avut urmări pe termen lung în istoria medievală a Germaniei, până în secolul al XIII-lea. Nu se știe cum a afectat această schimbare de poziție relațiile dintre cei doi soți. Totuși, după nașterea Berthei în 1123, cei doi nu au mai avut alți copii. 

## Moartea
Iudita a încetat din viață în 1131 și a fost înmormântată la Waldburg, în Pădurea Heiligen din Alsacia. La puțină vreme după aceea, Frederic s-a căsătorit pentru a doua oară, cu Agnes de Saarbrücken.